# Маятник

Колебания математического маятника с расстановкой сил (результирующий вектор в нижней точке равен нулю, но это не так, поскольку не учтена центробежная сила, натягивающая нить помимо mg. Таким образом, в нижней точке вектор силы должен быть направлен вверх, в центр вращения)

Модель маятника Фуко, расположенного в южном полушарии Земли. Изображённая на анимации траектория движения соответствует случаю, когда маятник приводится в движение коротким толчком из положения равновесия

Схема маятниковых часов с периодом колебаний маятника 2 секунды

Ма́ятник — это какое-либо тяжелое тело, совершающее колебания около неподвижной точки. 
Во время колебаний маятника происходят постоянные превращения энергии из одного вида в другой. Кинетическая энергия маятника превращается в потенциальную энергию (гравитационную, упругую) и обратно. Кроме того, постепенно происходит диссипация кинетической энергии в тепловую за счёт сил трения.
Одним из простейших маятников является шарик, подвешенный на нити. Идеализацией этого случая является математический маятник — механическая система, состоящая из материальной точки, подвешенной на невесомой нерастяжимой нити или на невесомом стержне в поле тяжести.
Если размерами массивного тела пренебречь нельзя, но всё ещё можно не учитывать упругих колебаний тела, то можно прийти к понятию физического маятника. Физический маятник — твёрдое тело, совершающее колебания в поле каких-либо сил относительно точки, не являющейся центром масс этого тела, или неподвижной горизонтальной оси, не проходящей через центр масс этого тела.
Система из нескольких шариков, подвешенных на нитях в одной плоскости, колеблющихся в этой плоскости и соударяющихся друг с другом, называется маятником Ньютона. Здесь уже приходится учитывать упругие процессы.
Маятник Фуко — это груз, подвешенный на нити, способный изменять плоскость своих колебаний.
Ещё одним простейшим маятником является пружинный маятник. Пружинный маятник — это груз, подвешенный на пружине и способный колебаться вдоль вертикальной оси.
Крутильный маятник — механическая система, представляющая собой тело, подвешенное в поле тяжести на тонкой нити и обладающее лишь одной степенью свободы: вращением вокруг оси, задаваемой неподвижной нитью.
Маятник Капицы — пример динамически стабилизированного перевернутого маятника.
Маятники используются в различных приборах, например, в часах и сейсмографах.
Маятники облегчают изучение колебаний, так как наглядно демонстрируют их свойства.

## Период колебаний
Период колебаний простого математического маятника зависит от его длины, местной силы гравитации и незначительно от угла отклонения от вертикали, называемого амплитудой; период не зависит от массы подвешенного груза. Если амплитуда мала (меньше одной десятой радиана), период колебаний T математического маятника (время совершения полного цикла колебания) составляет 
{\displaystyle T\thickapprox 2\pi {\sqrt {\frac {L}{g}}},}
где L — длина маятника;
g — ускорение свободного падения.
Периодичность колебаний маятника позволяет создать равномерно идущие механические часы. Часы состоят из системы зубчатых колёс, приводимых в движение пружиной или гирей. Без маятника часы двигали бы стрелки очень неравномерно. Маятник пропускает при каждом своем колебании, при помощи приделанного к нему якоря, по одному из зубцов храпового колеса, вследствие чего это колесо поворачивается с постоянной средней угловой скоростью, а так как оно находится в зацеплении с одним из колес всего механизма, то и средняя угловая скорость вращения стрелок, соединенных с колесами этого механизма, является постоянной.